# Match en plein air de la LNH

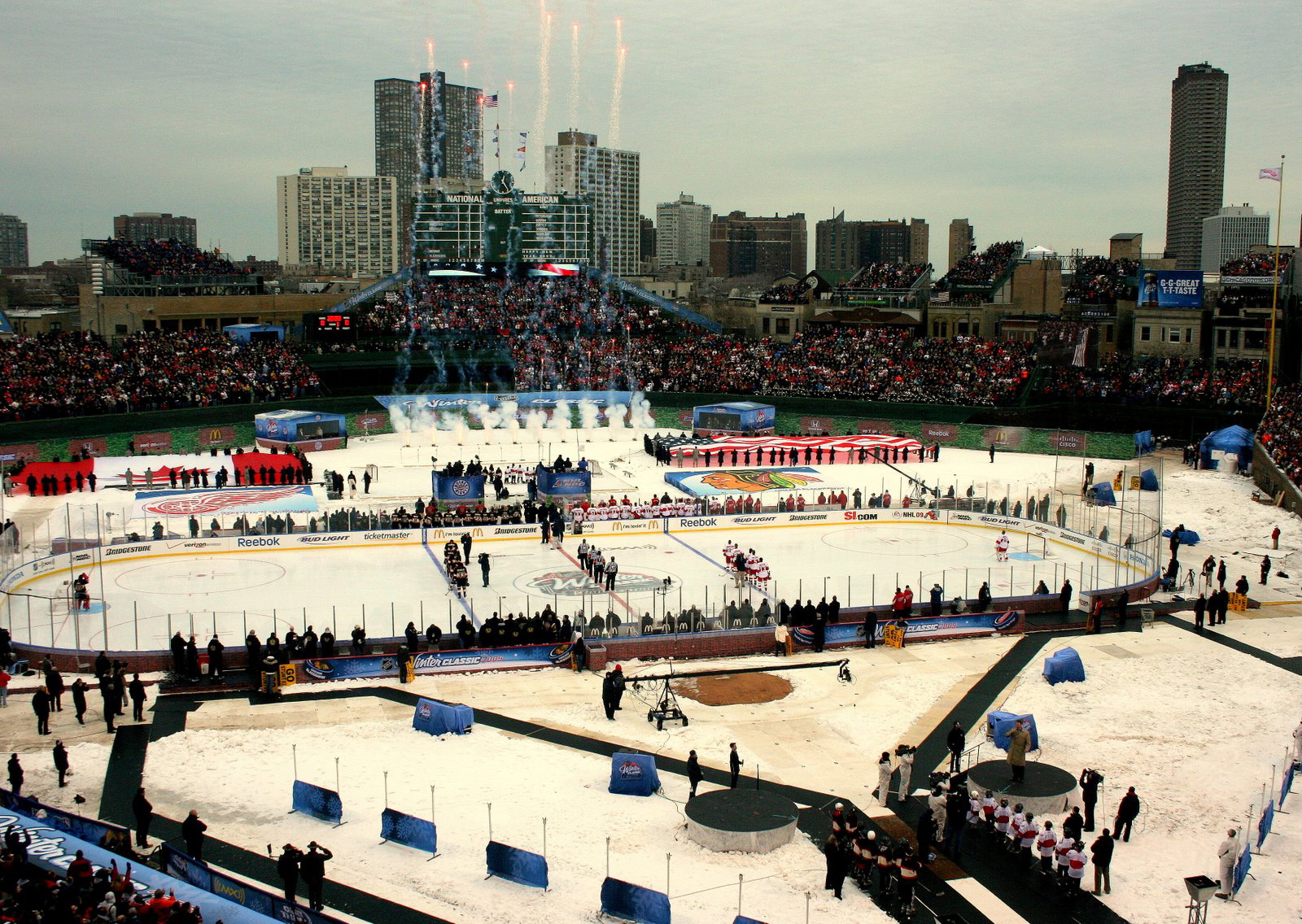
Vue aérienne de la surface de jeu avant la Classique hivernale de 2009.

Un match en plein air de la LNH est une rencontre de hockey sur glace jouée à l'extérieur entre deux équipes de la Ligue nationale de hockey. Elle se décline en plusieurs versions : la Classique hivernale, la Classique Héritage dont la première édition a eu lieu en 2003 ou encore la Série des stades. Dans le cadre du centenaire de la LNH en 2017, la ligue organise deux matchs en plein air ayant des appellations uniques : la Classique du centenaire et la Classique 100 de la LNH.

## Matchs exhibition
Avant 2003, trois rencontres en plein air avaient eu lieu avec des équipes de la LNH, toutes des rencontres d'exhibition. En 1954, les Red Wings de Détroit avaient affronté une équipe de prisonniers à la prison de Marquette, Michigan. En 1956, les Bruins de Boston avaient affronté trois équipes amateures (une période chacune) à Bay Roberts, sur l'Île de Terre-Neuve. Finalement, le match entre les Kings de Los Angeles et les Rangers de New York de 1991 fut la première rencontre officielle entre deux équipes de la LNH en plein air, disputée sur les terrains du Caesars Palace à Las Vegas.
| Année     | Lieu                                      | Équipe à domicile                                                  | Équipe visiteuse     | Score                    | Assistance |
| --------- | ----------------------------------------- | ------------------------------------------------------------------ | -------------------- | ------------------------ | ---------- |
| 1954 (en) | Prison de Marquette, Marquette (Michigan) | Pirates de la prison de Marquette                                  | Red Wings de Détroit | 0-18 (après une période) | 600        |
| 1956 (en) | Bay Roberts, Terre-Neuve                  | Bay Roberts, Brigus, Shearstown, Coley's Point (1 période chacune) | Bruins de Boston     | -                        | -          |
| 1991 (en) | Caesars Palace, Las Vegas                 | Rangers de New York                                                | Kings de Los Angeles | 2-5                      | 13 007     |

## Classique héritage
La Classique héritage est un match créé en 2003. Il est généralement disputé entre deux équipes canadiennes de la LNH.
| Année | Lieu                            | Équipe à domicile      | Équipe visiteuse      | Score       | Assistance |
| ----- | ------------------------------- | ---------------------- | --------------------- | ----------- | ---------- |
| 2003  | Stade du Commonwealth, Edmonton | Oilers d'Edmonton      | Canadiens de Montréal | 3-4         | 57 167     |
| 2011  | Stade McMahon, Calgary          | Flames de Calgary      | Canadiens de Montréal | 4-0         | 41 022     |
| 2014  | BC Place, Vancouver             | Canucks de Vancouver   | Sénateurs d'Ottawa    | 2-4         | 54 194     |
| 2016  | Stade Investors Group, Winnipeg | Jets de Winnipeg       | Oilers d'Edmonton     | 0-3         | 33 240     |
| 2019  | Stade Mosaic, Regina            | Flames de Calgary      | Jets de Winnipeg      | 1-2 (a. p.) | 33 518     |
| 2022  | Tim Hortons Field, Hamilton     | Maple Leafs de Toronto | Sabres de Buffalo     | 2-5         | 26 119     |
| 2023  | Stade du Commonwealth, Edmonton | Oilers d'Edmonton      | Flames de Calgary     | 5-2         | 55 411     |

## Classique hivernale
La Classique hivernale (en anglais : NHL Winter Classic) est un match disputé le 1er janvier, à l'exception de 2017, où il a été joué le 2 janvier en raison de la Classique du centenaire, qui s'était déroulée la veille.
| Année | Lieu                             | Équipe à domicile      | Équipe visiteuse        | Score       | Assistance |
| ----- | -------------------------------- | ---------------------- | ----------------------- | ----------- | ---------- |
| 2008  | Ralph Wilson Stadium, Buffalo    | Sabres de Buffalo      | Penguins de Pittsburgh  | 1-2 (fus.)  | 71 217     |
| 2009  | Wrigley Field, Chicago           | Blackhawks de Chicago  | Red Wings de Détroit    | 4-6         | 40 818     |
| 2010  | Fenway Park, Boston              | Bruins de Boston       | Flyers de Philadelphie  | 2-1 (a. p.) | 38 112     |
| 2011  | Heinz Field, Pittsburgh          | Penguins de Pittsburgh | Capitals de Washington  | 1-3         | 68 111     |
| 2012  | Citizens Bank Park, Philadelphie | Flyers de Philadelphie | Rangers de New York     | 2-3         | 46 967     |
| 2013  | Michigan Stadium, Ann Arbor      | Red Wings de Détroit   | Maple Leafs de Toronto  | Annulée     | Annulée    |
| 2014  | Michigan Stadium, Ann Arbor      | Red Wings de Détroit   | Maple Leafs de Toronto  | 2-3 (fus.)  | 105 491    |
| 2015  | Nationals Park, Washington       | Capitals de Washington | Blackhawks de Chicago   | 3-2         | 42 832     |
| 2016  | Gillette Stadium, Foxborough     | Bruins de Boston       | Canadiens de Montréal   | 1-5         | 67 246     |
| 2017  | Busch Stadium, Saint-Louis       | Blues de Saint-Louis   | Blackhawks de Chicago   | 4-1         | 46 556     |
| 2018  | Citi Field, New York             | Sabres de Buffalo      | Rangers de New York     | 2-3 (a. p.) | 41 821     |
| 2019  | Notre Dame Stadium, South Bend   | Blackhawks de Chicago  | Bruins de Boston        | 2-4         | 76 126     |
| 2020  | Cotton Bowl, Dallas              | Stars de Dallas        | Predators de Nashville  | 4-2         | 85 630     |
| 2021  | Target Field, Minneapolis        | Wild du Minnesota      | Blues de Saint-Louis    | Annulée     | Annulée    |
| 2022  | Target Field, Minneapolis        | Wild du Minnesota      | Blues de Saint-Louis    | 4-6         | 38 519     |
| 2023  | Fenway Park, Boston              | Bruins de Boston       | Penguins de Pittsburgh  | 2-1         | 39 243     |
| 2024  | T-Mobile Park, Seattle           | Kraken de Seattle      | Golden Knights de Vegas | 3-0         | 47 313     |
| 2025  | Wrigley Field, Chicago           | Blackhawks de Chicago  | Blues de Saint-Louis    | 2-6         | 40 933     |
| 2026  | LoanDepot Park, Miami            | Panthers de la Floride | Rangers de New York     |             |            |

## Série des stades
La Série des stades (en anglais : NHL Stadium Series) est une série de matches disputés en plein air chaque saison depuis 2014.
| Année | Lieu                                          | Équipe à domicile         | Équipe visiteuse       | Score       | Assistance |
| ----- | --------------------------------------------- | ------------------------- | ---------------------- | ----------- | ---------- |
| 2014  | Dodger Stadium, Los Angeles                   | Kings de Los Angeles      | Ducks d'Anaheim        | 0-3         | 54 099     |
| 2014  | Yankee Stadium, New York                      | Devils du New Jersey      | Rangers de New York    | 3-7         | 50 105     |
| 2014  | Yankee Stadium, New York                      | Islanders de New York     | Rangers de New York    | 1-2         | 50 027     |
| 2014  | Soldier Field, Chicago                        | Blackhawks de Chicago     | Penguins de Pittsburgh | 5-1         | 62 921     |
| 2015  | Levi's Stadium, Santa Clara                   | Sharks de San José        | Kings de Los Angeles   | 1-2         | 70 205     |
| 2016  | TCF Bank Stadium, Minneapolis                 | Wild du Minnesota         | Blackhawks de Chicago  | 6-1         | 50 426     |
| 2016  | Coors Field, Denver                           | Avalanche du Colorado     | Red Wings de Détroit   | 3-5         | 50 095     |
| 2017  | Heinz Field, Pittsburgh                       | Penguins de Pittsburgh    | Flyers de Philadelphie | 4-2         | 67 318     |
| 2018  | Navy-Marine Corps Memorial Stadium, Annapolis | Capitals de Washington    | Maple Leafs de Toronto | 5-2         | 29 516     |
| 2019  | Lincoln Financial Field, Philadelphie         | Flyers de Philadelphie    | Penguins de Pittsburgh | 4-3 (a. p.) | 69 620     |
| 2020  | Falcon Stadium, Colorado Springs              | Avalanche du Colorado     | Kings de Los Angeles   | 1-3         | 43 574     |
| 2021  | Carter-Finley Stadium, Raleigh                | Hurricanes de la Caroline | -                      | Annulée     | Annulée    |
| 2022  | Nissan Stadium, Nashville                     | Predators de Nashville    | Lightning de Tampa Bay | 1-3         | 68 619     |
| 2023  | Carter-Finley Stadium, Raleigh                | Hurricanes de la Caroline | Capitals de Washington | 4-1         | 56 961     |
| 2024  | MetLife Stadium, East Rutherford              | Devils du New Jersey      | Flyers de Philadelphie | 6-3         | 70 328     |
| 2024  | MetLife Stadium, East Rutherford              | Islanders de New York     | Rangers de New York    | 5-6 (a. p.) | 79 690     |
| 2025  | Ohio Stadium, Columbus                        | Blue Jackets de Columbus  | Red Wings de Détroit   | 5-3         | 94 751     |
| 2026  | Raymond James Stadium, Tampa                  | Bruins de Boston          | Lightning de Tampa Bay |             |            |

## Classiques du centenaire
La Classique du centenaire (en anglais : NHL Centennial Classic) est l'un des matchs disputés en plein air pour célébrer le centenaire de la LNH.
| Année | Lieu               | Équipe à domicile      | Équipe visiteuse     | Score       | Assistance |
| ----- | ------------------ | ---------------------- | -------------------- | ----------- | ---------- |
| 2017  | BMO Field, Toronto | Maple Leafs de Toronto | Red Wings de Détroit | 5-4 (a. p.) | 40 148     |

Un second du genre, la Classique 100 de la LNH (en anglais : NHL100 Classic), est jouée le 16 décembre 2017, soit pratiquement 100 ans après la toute première rencontre officielle disputée dans la LNH lors de la saison inaugurale.
| Année | Lieu                   | Équipe à domicile  | Équipe visiteuse      | Score | Assistance |
| ----- | ---------------------- | ------------------ | --------------------- | ----- | ---------- |
| 2017  | Stade Place TD, Ottawa | Sénateurs d'Ottawa | Canadiens de Montréal | 3-0   | 33 959     |

## Lac Tahoe
La LNH dehors à Lake Tahoe (en anglais : NHL Outdoors at Lake Tahoe) est une série de deux matchs joués le 20 puis le 21 février 2021. Cette série remplace à la fois le Classique hivernale et la Série des stades initialement prévus en 2021 mais reportés en raison des conséquences de la pandémie de Covid-19 .
| Année | Lieu                                  | Équipe à domicile      | Équipe visiteuse        | Score | Assistance |
| ----- | ------------------------------------- | ---------------------- | ----------------------- | ----- | ---------- |
| 2021  | Edgewood Tahoe Resort (en), Stateline | Avalanche du Colorado  | Golden Knights de Vegas | 3-2   | Huis clos  |
| 2021  | Edgewood Tahoe Resort (en), Stateline | Flyers de Philadelphie | Bruins de Boston        | 3-7   | Huis clos  |

## Toutes les rencontres officielles en plein air
Seuls des matchs de saison régulière se sont déroulés en extérieur.
| Date             | Rencontre               | Lieu                                          | Équipe à domicile         | Équipe visiteuse        | Score       | Assistance |
| ---------------- | ----------------------- | --------------------------------------------- | ------------------------- | ----------------------- | ----------- | ---------- |
| 22 novembre 2003 | Classique héritage      | Stade du Commonwealth, Edmonton               | Oilers d'Edmonton         | Canadiens de Montréal   | 3-4         | 57 167     |
| 1er janvier 2008 | Classique hivernale     | Ralph Wilson Stadium, Buffalo                 | Sabres de Buffalo         | Penguins de Pittsburgh  | 1-2 (fus.)  | 71 217     |
| 1er janvier 2009 | Classique hivernale     | Wrigley Field, Chicago                        | Blackhawks de Chicago     | Red Wings de Détroit    | 4-6         | 40 818     |
| 1er janvier 2010 | Classique hivernale     | Fenway Park, Boston                           | Bruins de Boston          | Flyers de Philadelphie  | 2-1 (a. p.) | 38 112     |
| 1er janvier 2011 | Classique hivernale     | Heinz Field, Pittsburgh                       | Penguins de Pittsburgh    | Capitals de Washington  | 1-3         | 68 111     |
| 20 février 2011  | Classique héritage      | Stade McMahon, Calgary                        | Flames de Calgary         | Canadiens de Montréal   | 4-0         | 41 022     |
| 1er janvier 2012 | Classique hivernale     | Citizens Bank Park, Philadelphie              | Flyers de Philadelphie    | Rangers de New York     | 2-3         | 46 967     |
| 1er janvier 2014 | Classique hivernale     | Michigan Stadium, Ann Arbor                   | Red Wings de Détroit      | Maple Leafs de Toronto  | 2-3 (fus.)  | 105 491    |
| 25 janvier 2014  | Série des stades        | Dodger Stadium, Los Angeles                   | Kings de Los Angeles      | Ducks d'Anaheim         | 0-3         | 54 099     |
| 26 janvier 2014  | Série des stades        | Yankee Stadium, New York                      | Devils du New Jersey      | Rangers de New York     | 3-7         | 50 105     |
| 29 janvier 2014  | Série des stades        | Yankee Stadium, New York                      | Islanders de New York     | Rangers de New York     | 1-2         | 50 027     |
| 1er mars 2014    | Série des stades        | Soldier Field, Chicago                        | Blackhawks de Chicago     | Penguins de Pittsburgh  | 5-1         | 62 921     |
| 2 mars 2014      | Classique héritage      | BC Place, Vancouver                           | Canucks de Vancouver      | Sénateurs d'Ottawa      | 2-4         | 54 194     |
| 1er janvier 2015 | Classique hivernale     | Nationals Park, Washington                    | Capitals de Washington    | Blackhawks de Chicago   | 3-2         | 42 832     |
| 21 février 2015  | Série des stades        | Levi's Stadium, Santa Clara                   | Sharks de San José        | Kings de Los Angeles    | 1-2         | 70 205     |
| 1er janvier 2016 | Classique hivernale     | Gillette Stadium, Foxborough                  | Bruins de Boston          | Canadiens de Montréal   | 1-5         | 67 246     |
| 21 février 2016  | Série des stades        | TCF Bank Stadium, Minneapolis                 | Wild du Minnesota         | Blackhawks de Chicago   | 6-1         | 50 426     |
| 27 février 2016  | Série des stades        | Coors Field, Denver                           | Avalanche du Colorado     | Red Wings de Détroit    | 3-5         | 50 095     |
| 23 octobre 2016  | Classique héritage      | Stade Investors Group, Winnipeg               | Jets de Winnipeg          | Oilers d'Edmonton       | 0-3         | 33 240     |
| 1er janvier 2017 | Classique du centenaire | BMO Field, Toronto                            | Maple Leafs de Toronto    | Red Wings de Détroit    | 5-4 (a. p.) | 40 148     |
| 2 janvier 2017   | Classique hivernale     | Busch Stadium, Saint-Louis                    | Blues de Saint-Louis      | Blackhawks de Chicago   | 4-1         | 46 556     |
| 25 février 2017  | Série des stades        | Heinz Field, Pittsburgh                       | Penguins de Pittsburgh    | Flyers de Philadelphie  | 4-2         | 67 318     |
| 16 décembre 2017 | Classique 100 de la LNH | Stade Place TD, Ottawa                        | Sénateurs d'Ottawa        | Canadiens de Montréal   | 3-0         | 33 959     |
| 1er janvier 2018 | Classique hivernale     | Citi Field, New York                          | Sabres de Buffalo         | Rangers de New York     | 2-3 (a. p.) | 41 821     |
| 3 mars 2018      | Série des stades        | Navy-Marine Corps Memorial Stadium, Annapolis | Capitals de Washington    | Maple Leafs de Toronto  | 5-2         | 29 516     |
| 1er janvier 2019 | Classique hivernale     | Notre Dame Stadium, South Bend                | Blackhawks de Chicago     | Bruins de Boston        | 2-4         | 76 126     |
| 23 février 2019  | Série des stades        | Lincoln Financial Field, Philadelphie         | Flyers de Philadelphie    | Penguins de Pittsburgh  | 4-3 (a. p.) | 69 620     |
| 26 octobre 2019  | Classique héritage      | Stade Mosaic, Regina                          | Flames de Calgary         | Jets de Winnipeg        | 1-2 (a. p.) | 33 518     |
| 1er janvier 2020 | Classique hivernale     | Cotton Bowl, Dallas                           | Stars de Dallas           | Predators de Nashville  | 4-2         | 85 630     |
| 15 février 2020  | Série des stades        | Falcon Stadium, Colorado Springs              | Avalanche du Colorado     | Kings de Los Angeles    | 1-3         | 43 574     |
| 20 février 2021  | Lac Tahoe 2021          | Edgewood Tahoe Resort (en), Stateline         | Avalanche du Colorado     | Golden Knights de Vegas | 3-2         | Huis clos  |
| 21 février 2021  | Lac Tahoe 2021          | Edgewood Tahoe Resort (en), Stateline         | Bruins de Boston          | Flyers de Philadelphie  | 7-3         | Huis clos  |
| 1er janvier 2022 | Classique hivernale     | Target Field, Minneapolis                     | Wild du Minnesota         | Blues de Saint-Louis    | 4-6         | 38 519     |
| 26 février 2022  | Série des stades        | Nissan Stadium, Nashville                     | Predators de Nashville    | Lightning de Tampa Bay  | 1-3         | 68 619     |
| 13 mars 2022     | Classique héritage      | Tim Hortons Field, Hamilton                   | Maple Leafs de Toronto    | Sabres de Buffalo       | 2-5         | 26 119     |
| 2 janvier 2023   | Classique hivernale     | Fenway Park, Boston                           | Bruins de Boston          | Penguins de Pittsburgh  | 2-1         | 39 243     |
| 18 février 2023  | Série des stades        | Carter-Finley Stadium, Raleigh                | Hurricanes de la Caroline | Capitals de Washington  | 4-1         | 56 961     |
| 29 octobre 2023  | Classique héritage      | Stade du Commonwealth, Edmonton               | Oilers d'Edmonton         | Flames de Calgary       | 5-2         | 55 411     |
| 1er janvier 2024 | Classique hivernale     | T-Mobile Park, Seattle                        | Kraken de Seattle         | Golden Knights de Vegas | 3-0         | 47 313     |
| 17 février 2024  | Série des stades        | MetLife Stadium, East Rutherford              | Devils du New Jersey      | Flyers de Philadelphie  | 6-3         | 70 328     |
| 18 février 2024  | Série des stades        | MetLife Stadium, East Rutherford              | Islanders de New York     | Rangers de New York     | 5-6 (a. p.) | 79 690     |
| 1er janvier 2025 | Classique hivernale     | Wrigley Field, Chicago                        | Blackhawks de Chicago     | Blues de Saint-Louis    | 2-6         | 40 933     |
| 1er mars 2025    | Série des stades        | Ohio Stadium, Columbus                        | Blue Jackets de Columbus  | Red Wings de Détroit    | 5-3         | 94 751     |
| 2 janvier 2026   | Classique hivernale     | LoanDepot Park, Miami                         | Panthers de la Floride    | Rangers de New York     |             |            |
| 1er février 2026 | Série des stades        | Raymond James Stadium, Tampa                  | Bruins de Boston          | Lightning de Tampa Bay  |             |            |